# كثرة المنسجات العقدية المترقية
كثرة المنسجات العقدية المترقية (بالإنجليزية: Progressive nodular histiocytosis)‏ هو مرض جلدي يتصف سريريا بنوعين من أنواع الاضطرابات الجلدية: حطاطات سطحية وعقد داخلية تحت الجلد أضخم وأكبر.
يعتبر المرض نوعا من أنواع كثرة المنسجات غير الإكسية.